# The Old Curiosity Shop (film, 2007)
The Old Curiosity Shop är en brittisk TV-film från 2007 i regi av Brian Percival. Filmen är baserad på Charles Dickens roman Den gamla antikvitetshandeln. I huvudrollerna ses Sophie Vavasseur, Derek Jacobi, Toby Jones och George MacKay. Filmen premiärsändes 26 december 2007 på ITV.

## Rollista i urval
- Adrian Rawlins - Jacob
- Derek Jacobi - farfar
- Zoë Wanamaker - Mrs Jarley
- Toby Jones - Quilp
- Adam Godley - Sampson Brass
- Gina McKee - Sally Brass
- Bryan Dick - Freddie Trent
- Sophie Vavasseur - Nell Trent
- George MacKay - Kit Nubbles
- Steve Pemberton - Mr Short
- Josie Lawrence - Mrs Jiniwin
- Bradley Walsh - Mr Liggers
- Anna Madeley - Betsey Quilp
- Geoff Breton - Dick Swiveller
- Charlene McKenna - Markisinnan
- Kelly Campbell - Mrs Nubbles
- Katie Dunne - Baby Nubbles
- Philip Noone - Rodney
- Martin Freeman - Mr. Codlin
- Jonathan Coy -  Pastor Pratchett